# صناعة الموت (برنامج)
صناعة الموت هو برنامج تلفزيوني يعنى بتحليل ونقد الجهاد والحركات الجهادية تعرضه قناة العربية ويعتبر من أهم البرامج بالقناة. تقدم البرنامج المذيعة ريما صالحة ويعده علي بريشة. بدأ بثه في سبتمبر 2006.وفي عام 2010 قامت مذيعة البرنامج ومعده بإصدار كتاب حول تجربتهما المشتركة في البرنامج تحت عنوان صناعة الموت تجربة حياة.

## مواضيع البرنامج
يتناول البرنامج مواضيع الإرهاب والتنظيمات والحركات المتطرفة مثل تنظيم القاعدة، وقد تعرض طاقم البرنامج لتهديدات عديدة بسبب البرنامج الذي يعتبر الوحيد من نوعه على الشاشات العربية المخصص لمناقشة موضوع الإرهاب بشتى جوانبه، ورغم أن الكثير من التيارات الإسلامية توجه للبرنامج وفريق العمل به انتقادات وتهديدات حادة إلا أن العديد من قيادات الجماعات الجهادية الإسلامية رحبوا بالظهور في البرنامج مثل أبو بكر باعشير الأب الروحي للجماعة الإسلامية في أندونيسيا، وعبد الله أنس أمير المقاتلين العرب في أفغانستان أبان حقبة الجهاد ضد السوفييت، وعبد الرحمن القيسي المتحدث الإعلامي باسم الجيش الإسلامي في العراق، ومحمد حنيف المتحدث الإعلامي باسم طالبان وشحادة جوهر أمير التدريب لتنظيم القاعدة في العراق.

## البث
يبث البرنامج الساعة العاشرة يوم الجمعة بتوقيت السعودية، ويعاد بثه إعادة أولى الساعة الثالثة فجر يوم السبت، وإعادة ثانية الساعة الخامسة مساء الثلاثاء بتوقيت السعودية.

## وصلات خارجية
- أرشيف برنامج صناعة الموت من العربية.نت
- تقرير لمحطة فوكس الأمريكية عن البرنامج